# Shediac
Shediac ist eine Stadt in Westmorland County (New Brunswick) in Kanada. Sie hat 6664 Einwohner (Stand: 2016) und ist an der Shediac Bay gelegen. 2011 betrug die Einwohnerzahl 6053. Die Stadt nennt sich selbst „Lobster Capital of the World“ (Welthauptstadt der Hummer), was auch dadurch zum Ausdruck kommt, dass am westlichen  Ortseingang die weltweit größte Skulptur eines Hummers die Besucher der Stadt empfängt. Im Juli eines jeden Jahres wird ein Festival ausgerichtet, welches auch der Unterstützung der Hummerfischerei dient. So ist auch die Fischerei ein wesentliches wirtschaftliches und touristisches Element in der Region. Hummer werden mittels der in Europa und Nordamerika verwendeten Hummerfangkörbe gefangen. Boot- und Wassersport haben, ebenso wie andere Sportarten, einen hohen Stellenwert in der Region. International bekannt wurde der in  Shediac geborene Wrestler René Duprée.
Der Name „Shediac“ leitet sich von dem von den Mi’kmaq, einem nordamerikanischen Indianervolk, geprägten Wort „Es–ed–ei–ik“ ab, die an dieser Stelle bereits vor einigen hundert Jahren lebten. Die Akadier besiedelten das Gebiet im 18. Jahrhundert. 1872 wurde eine Eisenbahnverbindung eingerichtet, die den Hafen von Summerside durch Dampfschiffe mit der Festlandeisenbahn in Shediac verband. Heute verbindet die Confederation Bridge die beiden Provinzen Prince Edward Island und New Brunswick, die nur gut 50 Kilometer von Shediac entfernt das Festland erreicht.
Die Stadt Shediac ist zweisprachig (Englisch und Französisch).

## Galerie

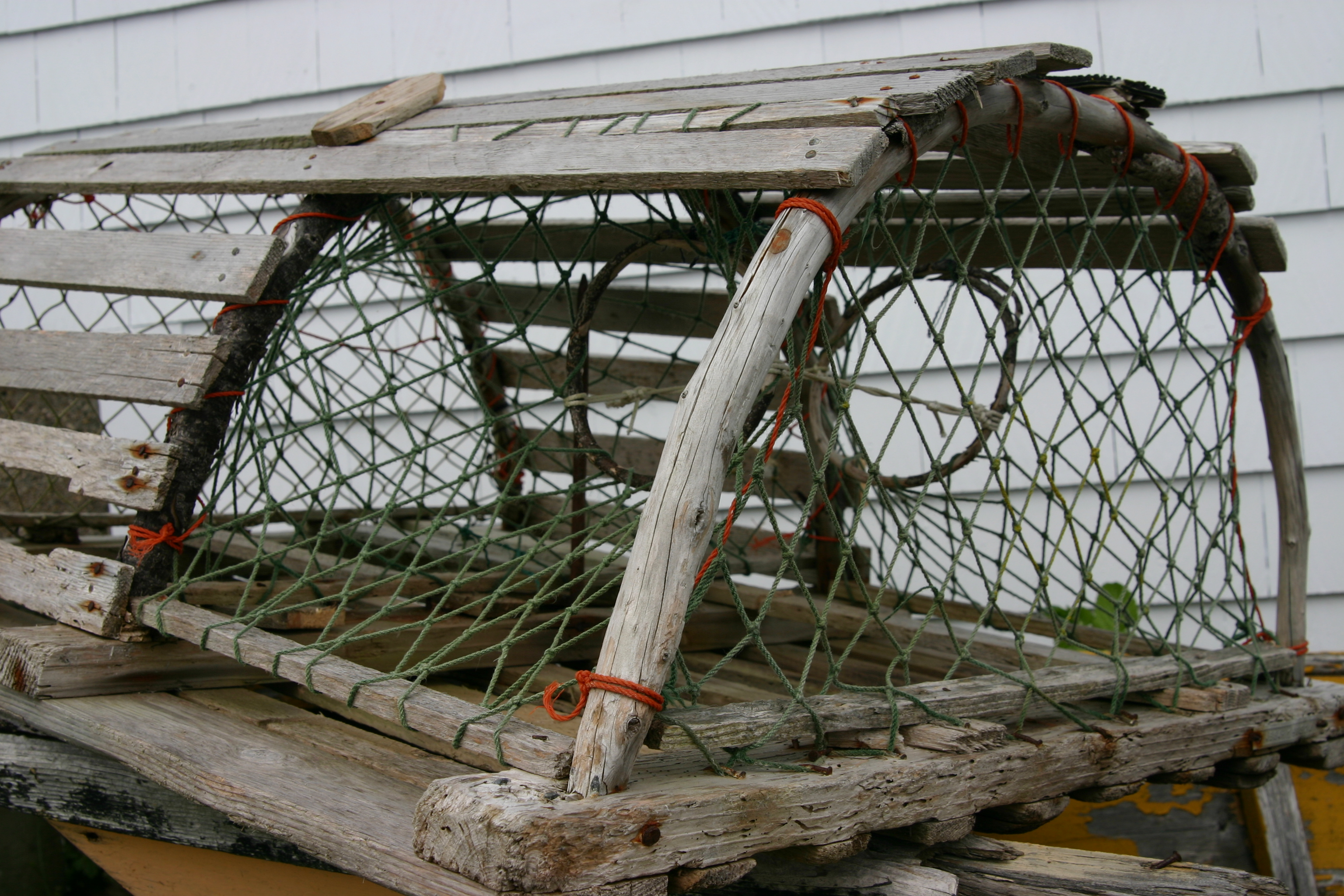
Typischer Hummerfangkorb
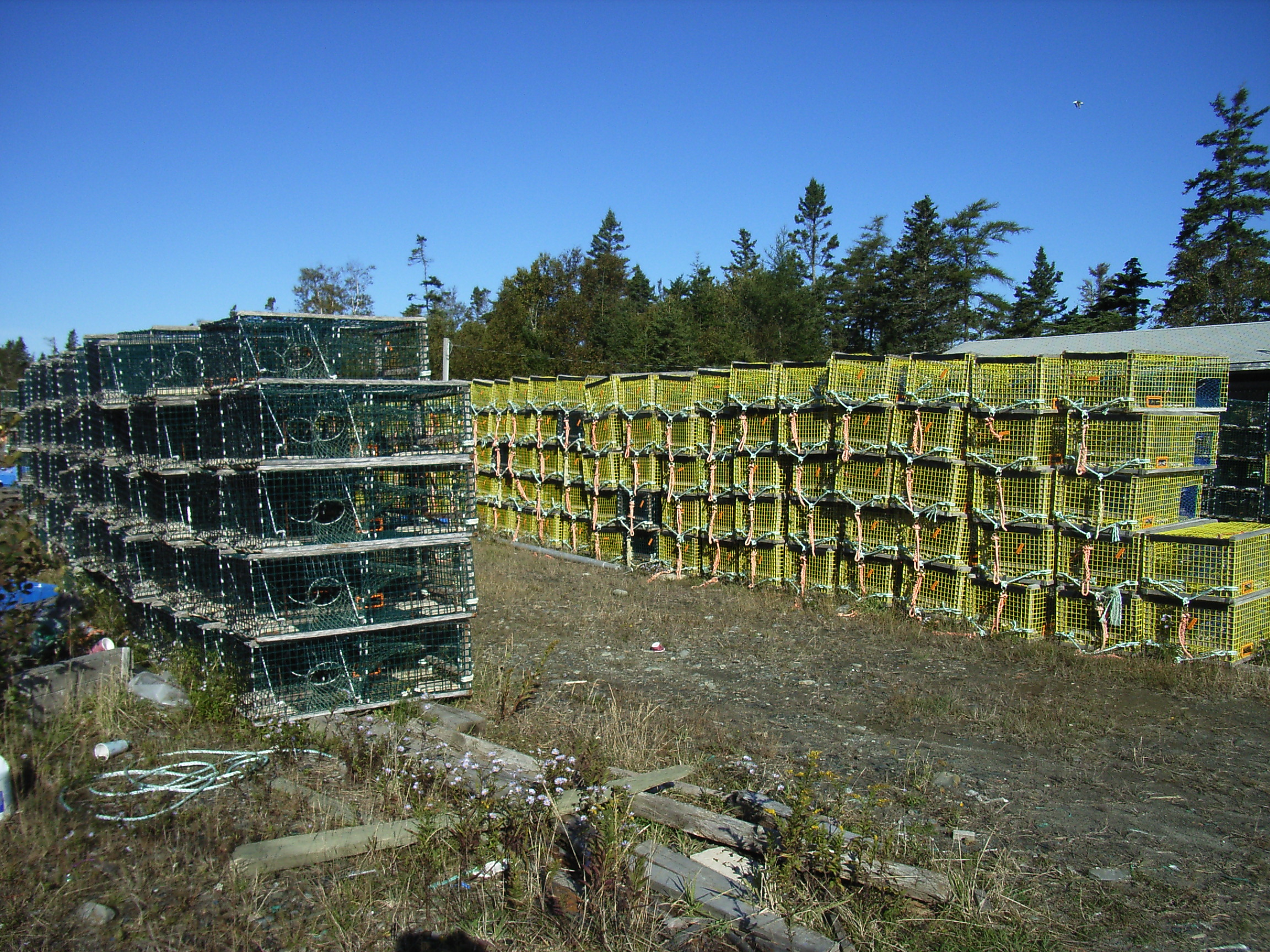
Gestapelte Hummerfangkörbe
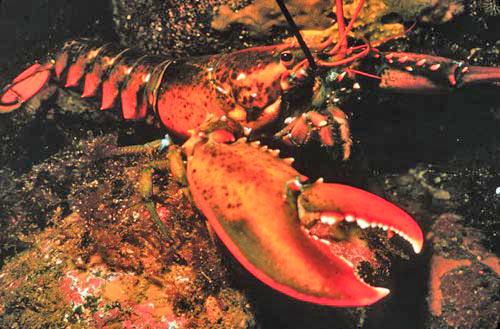
Nordamerikanischer Hummer
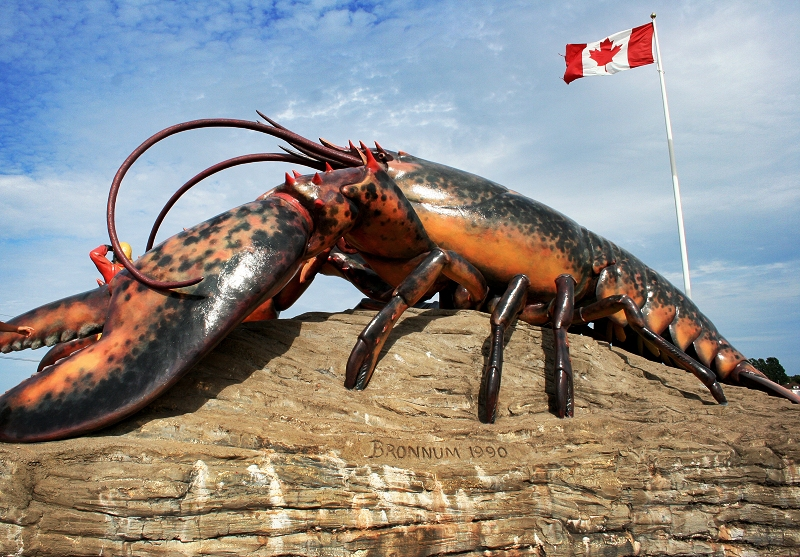
Skulptur eines Hummers in Shediac
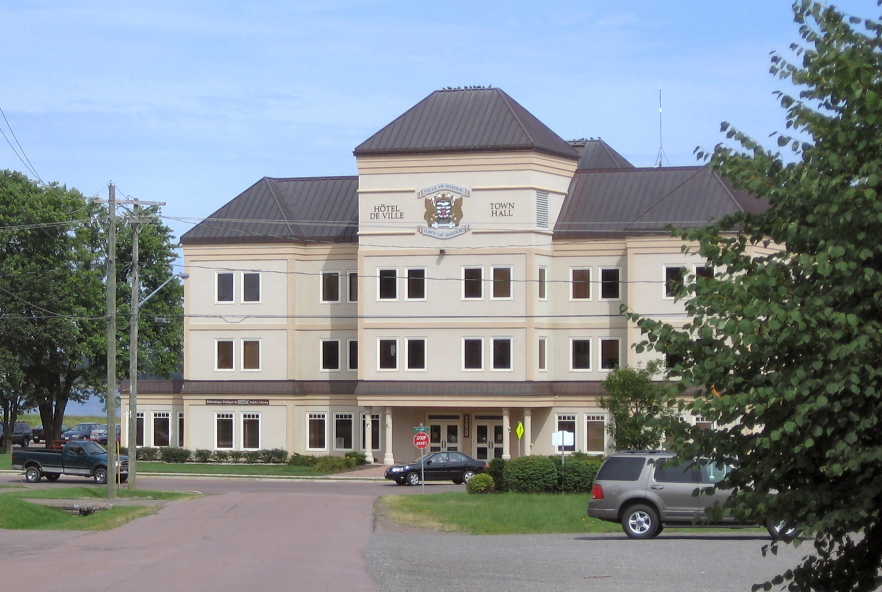
Rathaus von Shediac
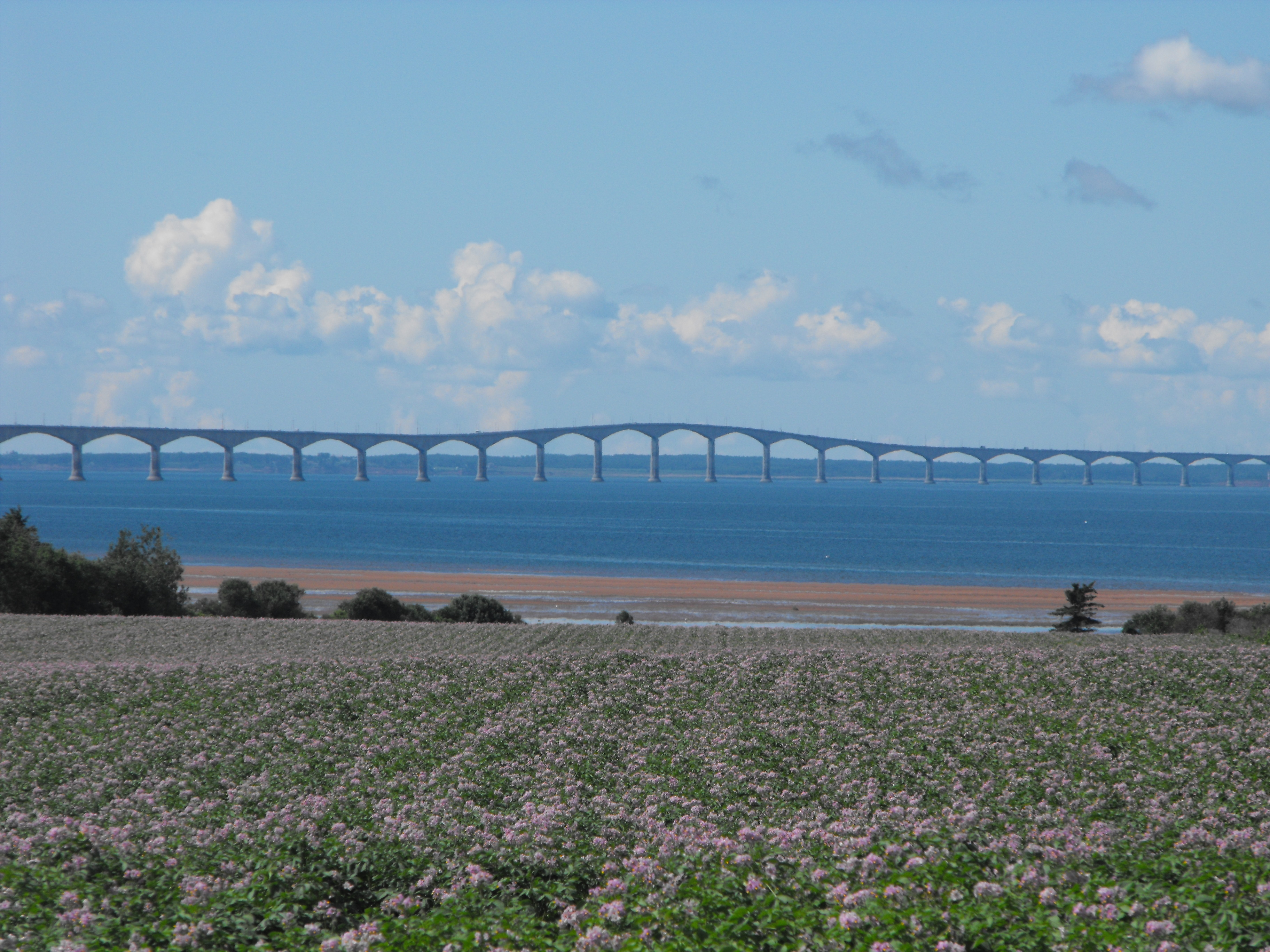
Confederation Bridge